# Unterer Wald
Unterer Wald är ett kommunfritt område i Landkreis Ansbach i Regierungsbezirk Mittelfranken i förbundslandet Bayern i Tyskland.